# 日系人収容所所在地

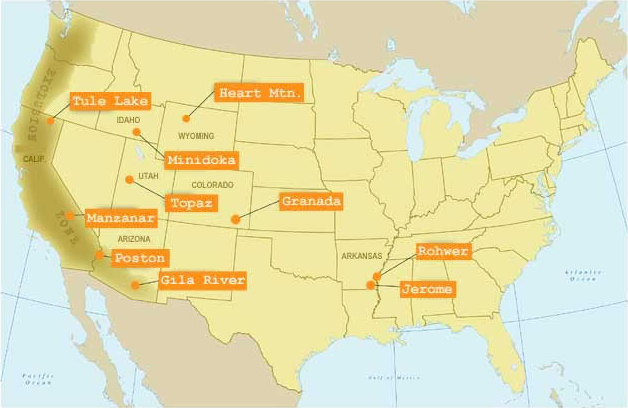
日系人収容所所在地地図

日系人収容所所在地（にっけいじんしゅうようじょしょざいち）は、第二次世界大戦時にアメリカ合衆国によって行われた日系人の強制収容政策による、日系人収容所の一覧である。

## 概要
施設の性質上、人里離れた閑地などに設置され、収容所の多くが非法人地域（アメリカ合衆国の地方行政区画を参照のこと）やインディアン居留地内に位置するため所在地の地名を特定するのが難しい。

## 強制収容対象者
下記4州の日系アメリカ人と日本人の住人全員と、1準州に住む指定者の計12万313人が対象となった。またメキシコやペルーなどのアメリカの友好国である中南米諸国から連れてこられた日系人と日本人移民も強制収容の対象となった。
- カリフォルニア州
- ワシントン州
- オレゴン州
- アリゾナ州
- ハワイ準州

## 収容所の一覧
開設日の早い順に、
収容所名、（英語名。日本語の項目がないものは英語版へのリンク）：所在地を特定するのに役立つ地域もしくは近隣の町の名、州名、最大収容者数、開設日-閉鎖日 の順に記す。
- ポストン強制収容所 (Poston War Relocation Center)：Poston、Parker、Colorado River Indian Reservation（アリゾナ州）17814名　1942年5月8日 - 1945年11月8日

- トゥーリーレイク戦争移住センター (Tule Lake War Relocation Center)：Newell（カリフォルニア州）18789名　1942年5月27日 - 1946年3月20日

- マンザナー強制収容所 (Manzanar)：オーエンズヴァレー（カリフォルニア州）10045名　1942年6月1日-1945年11月21日

- ヒラリバー強制収容所 (Gila River War Relocation Center)：Gila River Indian Community（アリゾナ州）13348名　1942年7月20日-1945年9月28日

- ミニドカ強制収容所 (Minidoka Internment Camp)：Hunt（アイダホ州）9397名　1942年8月10日-1945年10月28日

- ハートマウンテン強制収容所 (Heart Mountain War Relocation Center)：Heart Mountain（ワイオミング州）10767名　1942年8月12日-1945年11月10日

- グラナダ強制収容所 (Granada War Relocation Center) （通称:アマチ収容所 Amache）：Granada（コロラド州）7318名　1942年8月27日-1945年10月31日

- トパーズ強制収容所 (Topaz Relocation Center)：Delta（ユタ州）8130名　1942年9月11日-1945年10月31日

- ローワー強制収容所 (Rohwer War Relocation Center)：McGehee（アーカンソー州）8475名　1942年9月18日-1945年11月30日

- ジェローム強制収容所 (en:Jerome War Relocation Center)：Jerome（アーカンソー州）8497名　1942年10月6日 - 1944年6月30日

※強制収容所はトゥーリーレイクの1946年3月20日を以て全てが閉鎖された。